# Руа, Антуан
Антуан Руа (фр. Antoine Roy; 5 марта 1764, Савиньи, — 4 апреля 1847, Париж) — французский граф,  политик, финансист, государственный деятель.

## Биография
Антуан Руа со времени Великой французской революции 1789 года занимался адвокатской практикой.
В 1815 году избран членом палаты депутатов.
В 1817—1818 годах был докладчиком бюджета и проявил большие финансовые способности, в связи с чем был назначен министром финансов, но оставался на этом посту всего 22 дня (7 декабря 1818 — 30 декабря 1818). Вторично был министром с 19 ноября 1819 года по 14 декабря 1821 года и достиг превышения доходов над расходами в 50 миллионов франков. 
В 1823 году назначен членом палаты пэров.
В третий раз был министром финансов в кабмине Жана Батиста Мартиньяка с 1828 по 1829 год.